# Mitrafer
Mitrafer (griech. mitra „(Stirn)Binde“ und lat. ferre „tragen“), auch Infularius genannt, ist in einem Pontifikalamt der Ministrant, der immer dann die Mitra des zelebrierenden Bischofs hält, wenn die Liturgie vorsieht, dass dieser sie abnimmt (etwa beim Hochgebet). Falls mehrere Bischöfe konzelebrieren, kann entweder ein Mitrafer mehrere Mitren halten oder es gibt entsprechend viele Mitrafere.
Der Ministrant trägt dabei über dem liturgischen Gewand ein Velum und berührt so die Insignien nicht direkt, um sie vor Verfleckungen zu schützen.
Das Gegenstück zum Mitrafer ist der Baculifer, der den Bischofsstab hält, solange der Bischof ihn bei der Liturgie ablegt. Mitrafer und Baculifer gehören zu den Signiferaren, die die Insignien des Bischofs halten.